# Sruwohrejo
Sruwohrejo is een bestuurslaag in het regentschap Purworejo van de provincie Midden-Java, Indonesië. Sruwohrejo telt 1142 inwoners (volkstelling 2010).